# Liquigas-Doimo/Saison 2010
Dieser Artikel listet Erfolge und Mannschaft des Radsportteams Liquigas-Doimo in der Saison 2010 auf.

## Saison 2010

### Erfolge im UCI World Calendar
| Datum                      | Rennen                        | Kat. | Fahrer                |
| -------------------------- | ----------------------------- | ---- | --------------------- |
| 10. März                   | 3. Etappe Paris–Nizza         | HIS  | Peter Sagan           |
| 12. März                   | 5. Etappe Paris–Nizza         | HIS  | Peter Sagan           |
| 12. März                   | 3. Etappe Tirreno–Adriatico   | HIS  | Daniele Bennati       |
| 28. April                  | 1. Etappe Tour de Romandie    | PT   | Peter Sagan           |
| 12. Mai                    | 4. Etappe Giro d’Italia       | HIS  | Mannschaftszeitfahren |
| 22. Mai                    | 14. Etappe Giro d’Italia      | HIS  | Vincenzo Nibali       |
| 23. Mai                    | 15. Etappe Giro d’Italia      | HIS  | Ivan Basso            |
| 8.–30. Mai                 | Gesamtwertung Giro d’Italia   | HIS  | Ivan Basso            |
| 1. August                  | 1. Etappe Tour de Pologne     | PT   | Jacopo Guarnieri      |
| 28. August – 19. September | Gesamtwertung Vuelta a España | HIS  | Vincenzo Nibali       |

### Erfolge in der Continental Tour
| Datum           | Rennen                                                       | Kat. | Fahrer                |
| --------------- | ------------------------------------------------------------ | ---- | --------------------- |
| 18. Januar      | 1. Etappe Tour de San Luis                                   | 2.1  | Francesco Chicchi     |
| 21. Januar      | 4. Etappe Tour de San Luis                                   | 2.1  | Vincenzo Nibali       |
| 18.–24. Januar  | Gesamtwertung Tour de San Luis                               | 2.1  | Vincenzo Nibali       |
| 10. Februar     | 4. Etappe Tour of Qatar                                      | 2.1  | Francesco Chicchi     |
| 10. Februar     | 6. Etappe Tour of Qatar                                      | 2.1  | Francesco Chicchi     |
| 15. Februar     | 2. Etappe Tour of Oman                                       | 2.1  | Daniele Bennati       |
| 24. Februar     | 2. Etappe Giro di Sardegna                                   | 2.1  | Roman Kreuziger       |
| 23.–27. Februar | Gesamtwertung Giro di Sardegna                               | 2.1  | Roman Kreuziger       |
| 23. März        | 1a. Etappe Settimana Internazionale di Coppi e Bartali       | 2.1  | Francesco Chicchi     |
| 23. März        | 1b. Etappe Settimana Internazionale di Coppi e Bartali (MZF) | 2.1  | Liquigas-Doimo        |
| 23.–27. März    | Gesamtwertung Settimana Internazionale di Coppi e Bartali    | 2.1  | Ivan Santaromita      |
| 17. April       | 7. Etappe Presidential Cycling Tour of Turkey                | 2.1  | Elia Viviani          |
| 25. April       | Giro dell’Appennino                                          | 1.1  | Robert Kišerlovski    |
| 19. Mai         | 4. Etappe Kalifornien-Rundfahrt                              | 2.HC | Francesco Chicchi     |
| 20. Mai         | 5. Etappe Kalifornien-Rundfahrt                              | 2.HC | Peter Sagan           |
| 21. Mai         | 6. Etappe Kalifornien-Rundfahrt                              | 2.HC | Peter Sagan           |
| 19. Juni        | 3. Etappe Slowenien-Rundfahrt                                | 2.1  | Vincenzo Nibali       |
| 20. Juni        | 4. Etappe Slowenien-Rundfahrt                                | 2.1  | Francesco Chicchi     |
| 17.–20. Juni    | Gesamtwertung Slowenien-Rundfahrt                            | 2.1  | Vincenzo Nibali       |
| 27. Juni        | Belarussische Meisterschaft – Straßenrennen                  | NC   | Aljaksandr Kuschynski |
| 5. August       | Gran Premio Industria e Commercio Artigianato Carnaghese     | 1.1  | Ivan Basso            |
| 8. August       | Gran Premio Camaiore                                         | 1.1  | Kristijan Koren       |
| 21. August      | Trofeo Melinda                                               | 1.1  | Vincenzo Nibali       |
| 28. August      | Giro del Veneto                                              | 1.HC | Daniel Oss            |
| 18. September   | Gran Premio Città di Modena                                  | 1.1  | Francesco Chicchi     |
| 25. September   | Memorial Marco Pantani                                       | 1.1  | Elia Viviani          |
| 26. September   | Giro di Toscana                                              | 1.1  | Daniele Bennati       |
| 1. Oktober      | 2. Etappe Circuit Franco-Belge                               | 2.1  | Jacopo Guarnieri      |
| 5. Oktober      | Binche–Tournai–Binche                                        | 1.1  | Elia Viviani          |

### Abgänge – Zugänge
| Zugänge                 |                                | Abgänge             |                                 |
| ----------------------- | ------------------------------ | ------------------- | ------------------------------- |
| Robert Kišerlovski      | Fuji-Servetto                  | Gorazd Štangelj     | Astana                          |
| Francesco Bellotti      | Team Barloworld                | Murilo Fischer      | Garmin-Transitions              |
| Tiziano Dall’Antonia    | CSF Group-Navigare             | Kjell Carlström     | Sky Professional Cycling Team   |
| Mauro Finetto           | CSF Group-Navigare             | Vladimir Miholjević | Acqua & Sapone-Caffè Mokambo    |
| Peter Sagan             | Dukla Trenčín Merida           | Andrea Noé          | Ceramica Flaminia-Bossini Docce |
| Kristijan Koren         | Bottoli Nord Elettrica Ramonda | Claudio Corioni     | De Rosa-Stac Plastic            |
| Davide Cimolai          | Neoprofi                       | Enrico Franzoi      | BKCP-Powerplus                  |
| Maciej Paterski         | Neoprofi                       | Gianni Da Ros       | Dopingsperre                    |
| Elia Viviani            | Neoprofi                       |                     |                                 |
| Juraj Sagan (ab 01.08.) | Dukla Trenčín Merida           |                     |                                 |

### Mannschaft

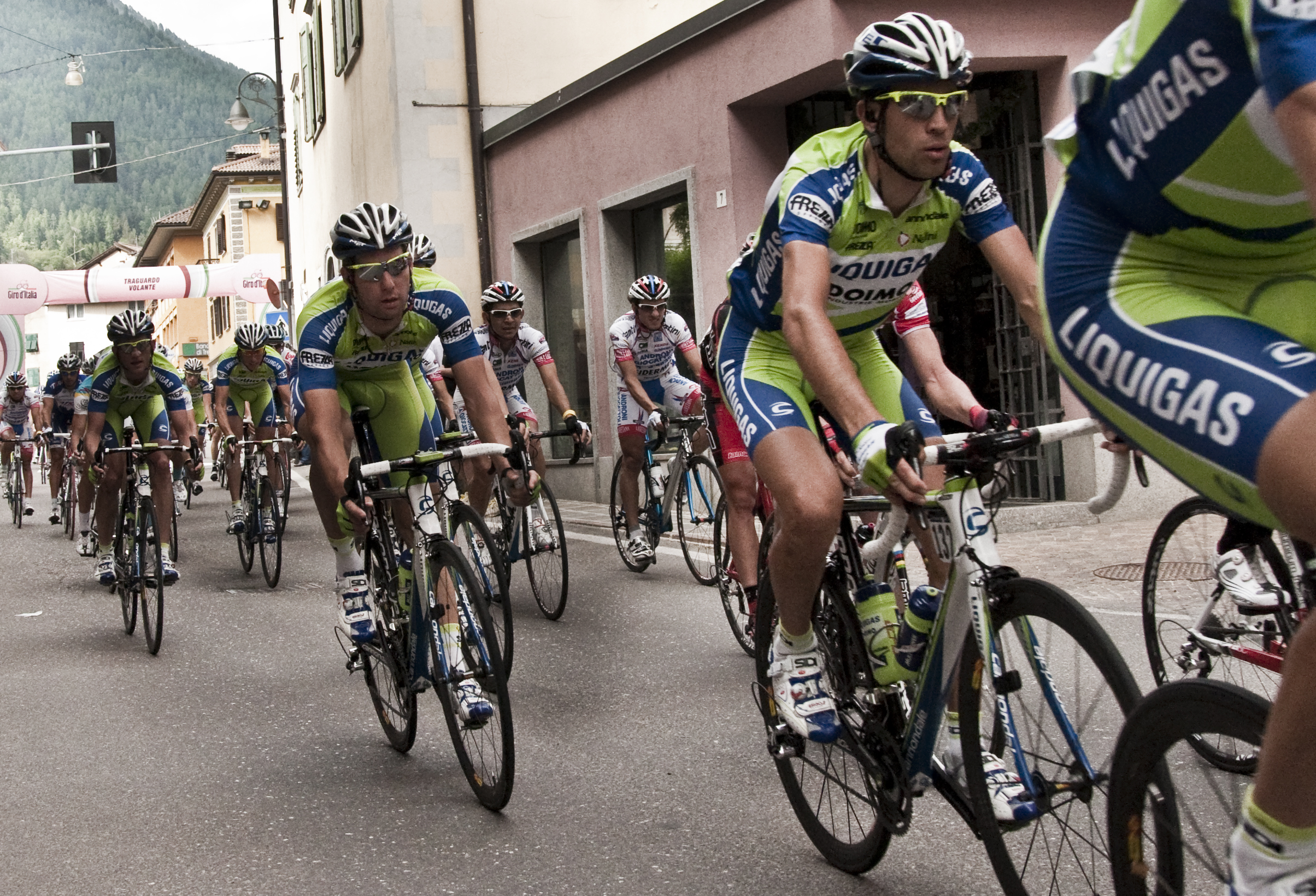
Team Liquigas-Doimo 2010

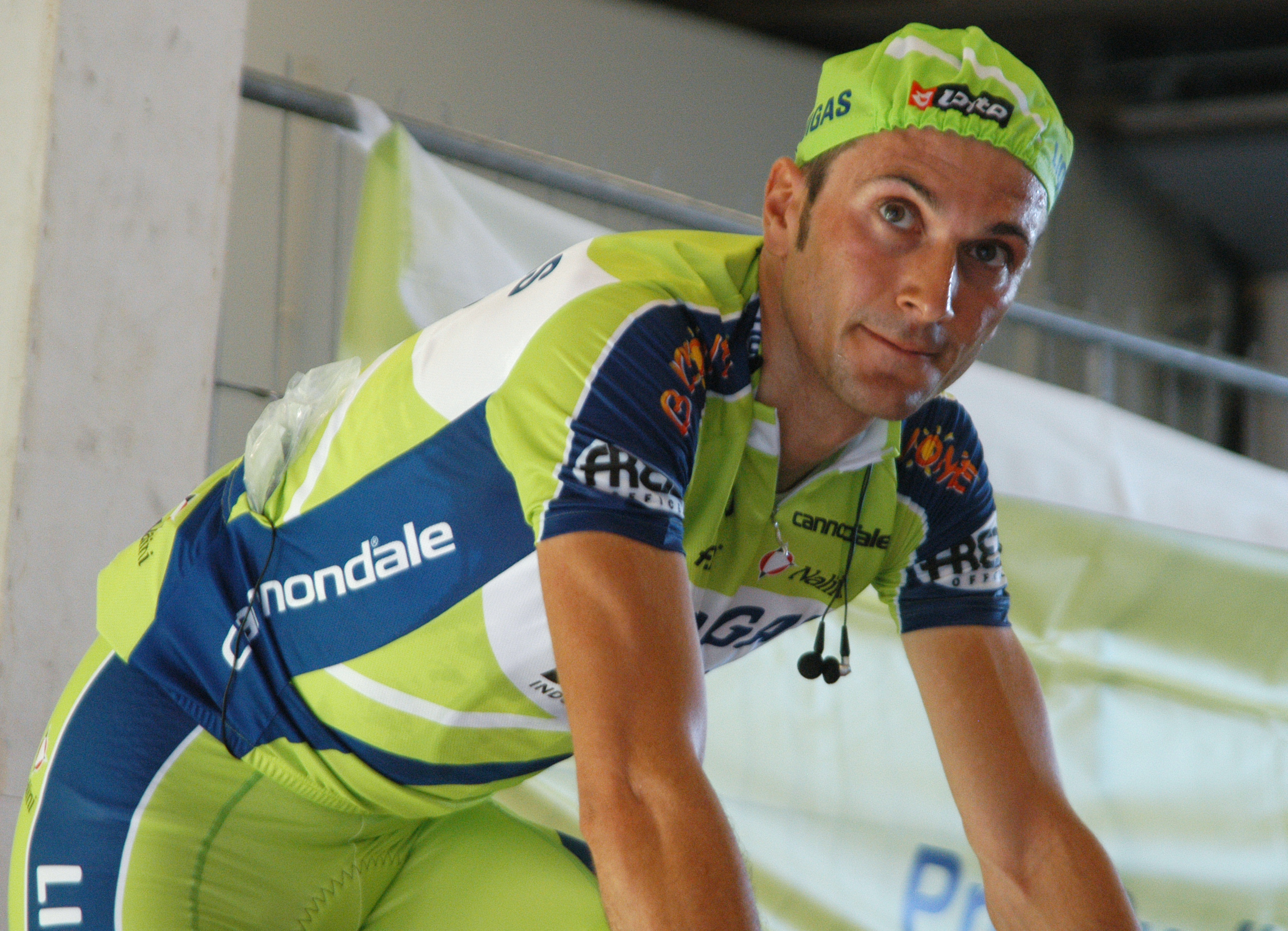
Ivan Basso 2009

| Name                  | Geburtstag         | Nationalität |
| --------------------- | ------------------ | ------------ |
| Valerio Agnoli        | 6. Januar 1985     | Italien      |
| Ivan Basso            | 26. November 1977  | Italien      |
| Francesco Bellotti    | 6. August 1979     | Italien      |
| Daniele Bennati       | 24. September 1980 | Italien      |
| Maciej Bodnar         | 7. März 1985       | Polen        |
| Francesco Chicchi     | 27. November 1980  | Italien      |
| Davide Cimolai        | 13. August 1989    | Italien      |
| Tiziano Dall’Antonia  | 26. Juli 1983      | Italien      |
| Mauro Finetto         | 10. Mai 1985       | Italien      |
| Jacopo Guarnieri      | 14. August 1987    | Italien      |
| Robert Kišerlovski    | 9. August 1986     | Kroatien     |
| Kristijan Koren       | 25. November 1986  | Slowenien    |
| Roman Kreuziger       | 6. Mai 1986        | Tschechien   |
| Aljaksandr Kuschynski | 27. Oktober 1979   | Belarus      |
| Vincenzo Nibali       | 14. November 1984  | Italien      |
| Daniel Oss            | 13. Januar 1987    | Italien      |
| Maciej Paterski       | 12. September 1986 | Polen        |
| Franco Pellizotti     | 15. Januar 1978    | Italien      |
| Manuel Quinziato      | 30. Oktober 1979   | Italien      |
| Fabio Sabatini        | 18. Februar 1985   | Italien      |
| Juraj Sagan           | 23. Dezember 1988  | Slowakei     |
| Peter Sagan           | 26. Januar 1990    | Slowakei     |
| Ivan Santaromita      | 30. April 1984     | Italien      |
| Sylwester Szmyd       | 2. März 1978       | Polen        |
| Brian Vandborg        | 4. Dezember 1981   | Dänemark     |
| Alessandro Vanotti    | 16. September 1980 | Italien      |
| Elia Viviani          | 7. Februar 1989    | Italien      |
| Frederik Willems      | 8. September 1979  | Belgien      |
| Oliver Zaugg          | 9. Mai 1981        | Schweiz      |

## Trikot

2010